# 링컨-더글러스 논쟁
링컨-더글러스 논쟁(Lincoln-Douglas debates)은 1858년에 에이브러햄 링컨과 스티븐 더글러스 사이에 7차에 걸쳐 진행된 토론회로 열띤 논쟁을 주고받았다. 링컨은 일리노이주 미국 상원 의원 공화당 후보이며, 더글러스는 현직 상원 의원으로 민주당에서 재선을 하기 위해 출마했다. 링컨과 더글러스는 일리노이 의회를 각 당이 지배할 것도 요구했다. 이 논쟁은 링컨이 1860년 미국 대통령 선거에서 당선된 후 직면하게 될 문제를 부각시키고 있었다. 7번의 토론에서 논의된 주요 논점은 노예 제도였다
링컨과 더글러스는 일리노이주 하원 의원 선거구 아홉 곳에서 각각 한 번씩 토론을 하기로 결정했다. 양측은 이미 스프링필드와 시카고에서 연설을 했으므로, 두 사람이 함께 등단할 기회는 나머지 일곱 선거구였다.
토론회는 1858년 8월 21일에 오타와, 8월 27일 프리 포트, 9월 15일 존즈버러, 9월 18일 찰스턴, 10월 7일에 게일즈버그, 10월 13일 퀸시, 10월 15일 알톤 일정으로 개최되었다.
프리 포트, 퀸시 및 알턴에서 토론회는 특히 인근 주에서도 많은 청중을 불러모았다. 이것은 노예 제도 문제가 주의 시민에게 매우 큰 중요성을 가지고 있었기 때문이었다. 이 토론에 관한 신문 보도는 과열되기까지 했다. 시카고의 주요 신문은 각 토론의 전문을 수록하기 위해 속기사를 파견하여 그 기사를 전국의 신문이 다소 당파적 편집을 하여 전문 전재했다. 더글러스를 지지하는 신문은 더글러스 원본에서 속기사가 저지른 잘못을 제거하고 문법 오류를 정정해 주었지만, 링컨의 원고는 그대로 거친 형태를 유지시켰다. 마찬가지로 공화당계 신문은 링컨의 원고를 편집하였고, 더글러스의 원고는 당초에 행해진 그대로 실었다.
링컨은 일리노이 미국 상원 의원 선거에서 낙선한 후 토론의 모든 원고를 편집하여 책으로 출판했다. 토론이 널리 보도된 것과 간행한 책의 매출이 좋았던 것은 1860년 시카고에서 개최된 공화당 전당 대회에서 링컨이 대통령 후보로 지명되는 요인이 되었다. 토론 방식은 첫 번째 후보자가 60분간 말하고, 이어 상대 후보자가 90분 말한다. 마지막으로 첫 번째 후보자가 30분동안 다시 답변을 하는 방식이었다. 먼저 말하는 사람은 매번 교대되었다. 현직 상원 의원이었던 더글러스가 총 네 번의 선발 연사로 나섰다.

## 배경
이 논쟁 이전에 링컨은 더글러스가 인종 융합에 대한 우려를 표명하고, 수많은 사람들을 공화당에서 이탈시키는데 성공했다고 말했다. 더글러스는 특히 민주당에 대해 링컨이 미국 독립 선언이 백인뿐만 아니라 흑인에게도 적용된다고 하였으므로, 노예폐지론자인 것을 납득시키려고 했다. 링컨은 “애국자와 자유를 사랑하는 사람의 마음을 연결하는 전선”을 명백한 진실이라고 불렀다.
링컨은 《분열된 집 연설》(House Divided Speech)에서 더글러스가 노예 제도를 전국적으로 확산시키려는 음모에 가담하고 있다고 주장했다. 캔자스와 네브래스카에서 노예 제도를 금지하고 있었음이 분명한 미주리 타협을 무효화시킨 것은 그 방향으로 나아가는 첫 단계이며, ‘드레드 스콧 대 샌포드 사건’ 판결은 북부 주에 노예 제도를 확대 위한 두 번째 단계라고 말했다. 링컨은 드레드 스콧 판결 같은 것이 반복되면 일리노이는 노예주가 되어버릴 것이라는 우려를 표명했다.
링컨이나 더글러스 모두 반대를 당했다. 링컨은 원래 휘그당원이었지만, 저명한 휘그당원이었던 씨아펄러스 라일 디키 판사가 링컨이 노예폐지론자에 너무 가까이 있다고 말하고, 더글러스를 지지했다. 민주당 제임스 뷰캐넌 대통령은 더글러스가 캔자스 준주의 ‘르컴튼 헌법’을 폐기했기 때문에 더글러스를 반대하고, 라이벌이 되고자 전국민주당을 설립했지만, 결국 표로부터 멀어지게 되었다.

## 논쟁

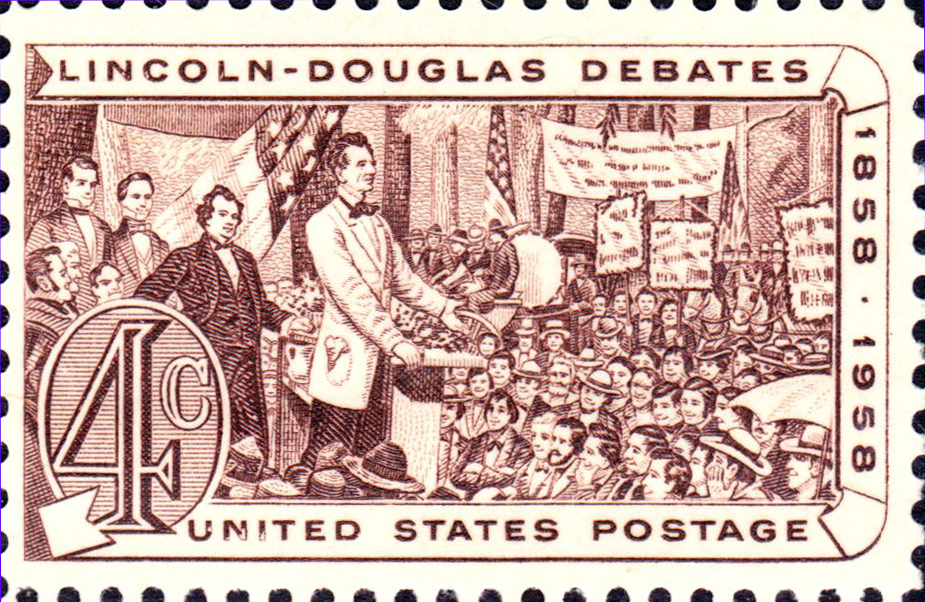
1958년 발행된 논쟁 100주년 기념우표

논쟁의 주요 테마는 ‘노예 제도’였으며, 특히 미국의 새로운 준주에 노예 제도를 확대할 것인가에 대한 것이었다. 캔자스와 네브래스카에서 노예 제도를 금지했던 미주리 타협을 철폐하고 ‘인민 주권’의 원리로 대체한 것은 더글러스가 주도한 캔자스 네브래스카 법이었다. 인민 주권은 준주의 주민이 노예 제도를 허용할지 여부를 직접 결정할 수 있다는 것을 의미했다. 링컨은 국민 주권은 노예 제도를 전국적으로, 영구화시킬 것이라고 주장했다. 더글러스는 휘그당도, 민주당도 인민 주권을 신뢰하고 있으며, 〈1850년 타협〉은 그 예였다고 주장했다.
링컨은 전국적인 방침은 노예 제도 확대를 제한하는 것이라고 주장하고(존즈버러와 이후 쿠퍼 유니온 연설에서) 1787년 북서부 조례는 현재 미국 중서부의 대다수에서 노예제를 금지하고 있으며, 이것은 정책의 일례라고 주장했다.
〈1850년 타협〉은 유타 준주와 뉴멕시코 준주에서 노예 제도를 채택할지 여부를 결정하게 했지만, 캘리포니아주를 자유주로 가입시켜, 텍사스의 경계를 조정하여 노예주의 크기를 줄이고, 콜럼비아 특별 행정구에서 노예 매매를 끝냈다. (노예 제도 자체는 남아 있었다.) 대신 남부는 미국 헌법에 규정된 것보다 엄격한 도망노예법을 통과시켰다. 더글러스는 1850년 타협이 미주리 주에서 북쪽과 서쪽에 있는 루이지애나 인수로 취득한 영토에서의 노예 제도를 금지한 미주리 타협으로 대체했다고 말했지만, 링컨은 그것이 거짓말이라고 주장하고 인민 주권과 드레드 스콧 판결은 과거의 정책에서 벗어난 것이며, 노예 제도를 전국적인 것으로 확대해 버린 것이었다고 주장했다.
더글러스는 링컨과 같은 ‘블랙 공화당’의 멤버가 노예폐지론자라고 고발한 것처럼, 당파적인 멘트가 있었다. 더글러스는 증거로 링컨의 《분열된 집 연설》을 인용했다.
더글러스는 링컨이 그 연설에서 “나는 이 정부가 절반의 노예주, 절반의 자유주를 지속할 수 없을 것이라고 믿는다”라고 언급했다고 인용해다. 더글러스는 다음과 같이 말했다.(이하 괄호 안은 회의록에 회장의 목소리를 나타낸다.)
지방에서의 법과 다른 주에서의 제도를 통일하는 것은 불가능하고, 바람직하지도 않다. 

## 같이 보기
- 피의 캔자스